# Rail Simulator
Rail Simulator (Kurzbezeichnung RS oder KRS) ist ein Eisenbahn-Fahrsimulator. Er wurde von Kuju Entertainment, den Entwicklern des Microsoft Train Simulators, entwickelt und von Electronic Arts vertrieben. Die Veröffentlichung in Europa fand am 12. Oktober 2007 statt. Nach der Veröffentlichung der UK-Version wurde der Support und die weitere Entwicklung des Simulators von Rail Simulator Developments Ltd übernommen. Diese arbeiteten an dem Nachfolgeprogramm RailWorks, später nur Train Simulator, welches am 12. Juni 2009 (Download) bzw. 3. Juli 2009 (Retail) veröffentlicht wurde. Das Nachfolgeprogramm ist mit den Add-Ons für den Rail Simulator voll kompatibel.

## Strecken
Der Rail Simulator enthält in der europäischen Vertriebsversion vier Strecken – drei englische und eine deutsche. Die englischen Strecken wurden direkt von Kuju gestaltet, die deutsche mit der Assistenz vom Train-Simulator-Zusatzhersteller German Railroads.
Enthaltene Strecken:
- Oxford – Paddington
- Bath Green Park – Templecombe
- Newcastle – York
- Hagen – Siegen

## Kritik
Anfangs wollte der Verleger Electronic Arts Werbung in das Spiel integrieren. Dabei sollten dynamisch Werbebilder heruntergeladen und auf Plakattafeln dargestellt werden, die entlang der Route aufgestellt sind. Das Programm sollte aufzeichnen, wie lange die Werbung vom Spieler betrachtet wird und diese Informationen zurück über das Internet an die Werbewirtschaft senden. Dies kann als Eingriff in die Privatsphäre betrachtet werden (Spyware).
Aufgrund des Widerstandes der Community wurde diese Planung jedoch verworfen. Das Spiel enthält in der Verkaufsversion keine Ingame-Werbung und führt auch keine Aufzeichnungen über die Aktivitäten des Benutzers.
Viele der anfänglich kritisierten Schwachstellen sind inzwischen behoben. Die Zugbeeinflussungssysteme AWS und TPWS sind bereits vorhanden, zumindest punktförmige Zugbeeinflussungssysteme sind also programmierbar. Fahrpläne können seit dem Upgrade Mk2 programmiert werden.

## Bewertung
- GameStar: 74 Spielspaßpunkte
- Computer Bild Spiele: 2,62
- Golem.de: EA fährt gegen den Prellbock[2]